# McLaren MP4/9
El McLaren MP4/9 fue un coche de Fórmula 1 diseñado por Neil Oatley y utilizado por el equipo McLaren en la temporada 1994 de Fórmula 1. El coche número 7 fue conducido por el finlandés Mika Häkkinen, en su primera temporada completa con el equipo, mientras que el coche número 8 fue conducido por el británico Martin Brundle, que había fichado procedente de Ligier. El francés Philippe Alliot sustituyó al coche número 7 en el Gran Premio de Hungría cuando a Häkkinen se le prohibió conducir en esta carrera.
Este fue el primer coche de Fórmula 1 que utilizó motores Peugeot, el único auto McLaren F1 que usó ese motor y el último coche McLaren F1 que funcionó con combustible Shell desde el MP4/2 en 1984.

## Diseño
Debido a los cambios en las regulaciones de la Fórmula 1 destinados a devolver el énfasis a las habilidades del conductor, muchas tecnologías diseñadas para ayudar al conductor, como la suspensión activa, los frenos asistidos, el ABS y el control de tracción, que habían aparecido en el coche de la temporada anterior, ya no estaban disponibles. Visualmente, por lo demás, el coche era muy similar al MP4/8 anterior.
El MP4/9 inicialmente estaba propulsado por el motor Peugeot A4 V10 que producía alrededor de 700 CV (522 kW; 710 CV). El motor resultó poco fiable y tanto Häkkinen como Brundle se retiraron de las dos primeras carreras y cada uno sufrió una falla de motor. Luego se introdujo el A6 V10 de 760 CV (567 kW; 771 CV), y aunque le dio a Häkkinen el tercer lugar en San Marino y a Brundle el segundo en Mónaco, el motor fue generalmente considerado como una "granada de mano" debido a frecuentes fallas en las pruebas, clasificación y carreras. No fue hasta Italia que Peugeot empezó a conseguir fiabilidad del motor.

### Disputas del segundo piloto
A instancias de Peugeot, el piloto de pruebas del equipo fue el francés Philippe Alliot. La compañía francesa prefirió a Alliot, que había sido el piloto principal de su equipo World Sportscar, a Brundle para el papel de segundo piloto, algo que enfureció al jefe del equipo McLaren, Ron Dennis, ya que no pensaba mucho en la conducción de Alliot y claramente prefería a Brundle. Alliot había estado en la F1 desde 1984 y tenía fama de ser rápido pero propenso a sufrir accidentes. Brundle también había estado compitiendo en Grandes Premios desde 1984 y, aunque rápido, también era un piloto mucho más estable. Alliot, cuyo único papel en el equipo era el de piloto de pruebas y reserva, sólo corrió para el equipo como sustituto puntual de Häkkinen en Hungría, ya que el finlandés cumplía una sanción de una carrera tras ser considerado responsable de un gran accidente en la primera vuelta del anterior Gran Premio de Alemania.

## Resumen de la temporada 1994
Para los estándares de los coches recientes de McLaren, el MP4/9 fue una decepción, ya que no logró ganar ninguna carrera (la primera vez que McLaren no lograba ganar una carrera desde 1980) y se vio obstaculizado por la pobre confiabilidad y rendimiento de su motor Peugeot (tomado del Peugeot 905 deportivo que ganó dos veces Le Mans). A pesar de esto, el MP4/9 era un coche relativamente fuerte en el mediocampo, ya que de las 11 carreras que terminó, al menos un coche terminó en los puntos en nueve de ellas, y de esas nueve llegadas en los puntos, ocho de ellas terminaron en podio. A principios de temporada, Ron Dennis creía que la rivalidad entre el fabricante francés y su compatriota Renault conduciría a un rápido desarrollo y rendimiento. A medida que avanzaba la temporada, los motores sufrieron fallas regulares y frecuentemente espectaculares (incluso en el Gran Premio de Gran Bretaña, donde el motor de Brundle estalló en llamas un segundo después de la bandera verde), lo que hizo que el equipo dudara del compromiso de Peugeot con el proyecto. A finales de 1994, el equipo anunció que se había separado del proveedor de motores a favor de un acuerdo a largo plazo con Mercedes.
El MP4/9 fue sustituido en 1995 por el McLaren MP4/10.

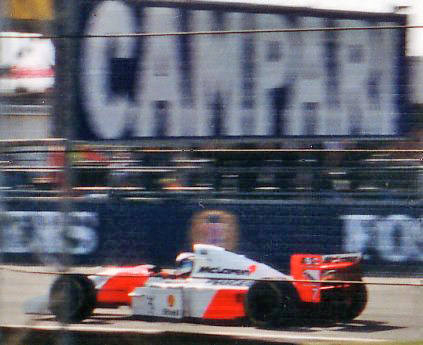
Mika Häkkinen conduciendo el MP4/9 en el Gran Premio de Gran Bretaña de 1994.

## Resultados
(Clave) (negrita indica pole position) (cursiva indica vuelta rápida)

| Año     | Motor       | Neu. | N.º | Pilotos         | 1   | 2   | 3   | 4   | 5   | 6   | 7   | 8   | 9   | 10  | 11  | 12  | 13  | 14  | 15  | 16  | Puntos | Pos. |
| ------- | ----------- | ---- | --- | --------------- | --- | --- | --- | --- | --- | --- | --- | --- | --- | --- | --- | --- | --- | --- | --- | --- | ------ | ---- |
| 1994    | Peugeot V10 | G    |     |                 | BRA | PAC | SMR | MON | ESP | CAN | FRA | GBR | GER | HUN | BEL | ITA | POR | EUR | JPN | AUS | 42     | 4.º  |
| 1994    | Peugeot V10 | G    | 7   | Mika Häkkinen   | Ret | Ret | 3   | Ret | Ret | Ret | Ret | 3   | Ret |     | 2   | 3   | 3   | 3   | 7   | 12  | 42     | 4.º  |
| 1994    | Peugeot V10 | G    | 7   | Philippe Alliot |     |     |     |     |     |     |     |     |     | Ret |     |     |     |     |     |     | 42     | 4.º  |
| 1994    | Peugeot V10 | G    | 8   | Martin Brundle  | Ret | Ret | 8   | 2   | 11  | Ret | Ret | Ret | Ret | 4   | Ret | 5   | 6   | Ret | Ret | 3   | 42     | 4.º  |
| Fuente: |             |      |     |                 |     |     |     |     |     |     |     |     |     |     |     |     |     |     |     |     |        |      |